# Parti socialiste révolutionnaire (Lesotho)
Pour les articles homonymes, voir Parti socialiste révolutionnaire.
Le Parti socialiste révolutionnaire (en anglais : Socialist Revolutionary Party SRP) ou les Socialistes révolutionnaires (en anglais : Socialist Revolutionaries ; en sotho du sud : Kanana Ea Basotho abrégé SR) est un parti politique du Lesotho fondé en octobre 2017 par Teboho Mojapela, un ancien membre de l'ABC,. Le parti est enregistré par la Commission électorale indépendante le 28 janvier 2018.
En 2019, le parti organise une protestation des fermiers contre le Premier ministre Tom Thabane.
Lors des élections législatives de 2022, le parti remporte deux sièges à l'Assemblée nationale.

## Résultats électoraux

### Élections législatives
| Année | Voix   | %    | Sièges  | Rang |
| ----- | ------ | ---- | ------- | ---- |
| 2022  | 10 738 | 2,08 | 2 / 120 | 7e   |